# Eudioctria beameri
Eudioctria beameri är en tvåvingeart som först beskrevs av Wilcox och Martin 1941.  Eudioctria beameri ingår i släktet Eudioctria och familjen rovflugor.
Artens utbredningsområde är Kalifornien. Inga underarter finns listade i Catalogue of Life.